# Mollaayrım
Mollaayrım är en ort i Azerbajdzjan.   Den ligger i distriktet Tovuz Rayonu, i den västra delen av landet, 400 km väster om huvudstaden Baku. Mollaayrım ligger 1 185 meter över havet och antalet invånare är 253.
Terrängen runt Mollaayrım är kuperad åt nordväst, men åt sydost är den bergig. Runt Mollaayrım är det ganska tätbefolkat, med 78 invånare per kvadratkilometer.. Närmaste större samhälle är Qovlar, 15,0 km nordost om Mollaayrım.
Omgivningarna runt Mollaayrım är en mosaik av jordbruksmark och naturlig växtlighet.